# حارة الجامع (المشنة)
الجامع هي إحدى حارات حي المشنة بمدينة إب اليمنية، بلغ تعداد سكانها 690 نسمة حسب تعداد اليمن لعام 2004.